# Pholcus kandahar
Pholcus kandahar is een spinnensoort uit de familie trilspinnen (Pholcidae). De soort komt voor in Afghanistan.